# Caroline Wroblewsky
Caroline Marie Albertine Wroblewsky, född 7 november 1792 i Köpenhamn, död där 9 mars 1875, var en dansk pedagog. Hon grundade 1818 en flickskola som kom att bli en av de främsta pionjärskolorna i slutet av 1800-talet. 